# Aleja Legionów w Gdańsku
Aleja Legionów (niem. Heeresanger) – ulica w Gdańsku Wrzeszczu, jedna z głównych ulic dzielnicy Wrzeszcz Dolny.

## Przebieg
Ulica rozpoczyna się przy placu bł. ks. Bronisława Komorowskiego, przebiega przez dawny Polenhof, krzyżuje się z ul. Tadeusza Kościuszki i kończy na granicy z osiedlem Zaspa, przechodząc w al. Rzeczypospolitej, wraz z którą wchodzi w skład tzw. osi dolnego tarasu – ciągu transportowego alternatywnego dla alei Grunwaldzkiej.

## Historia

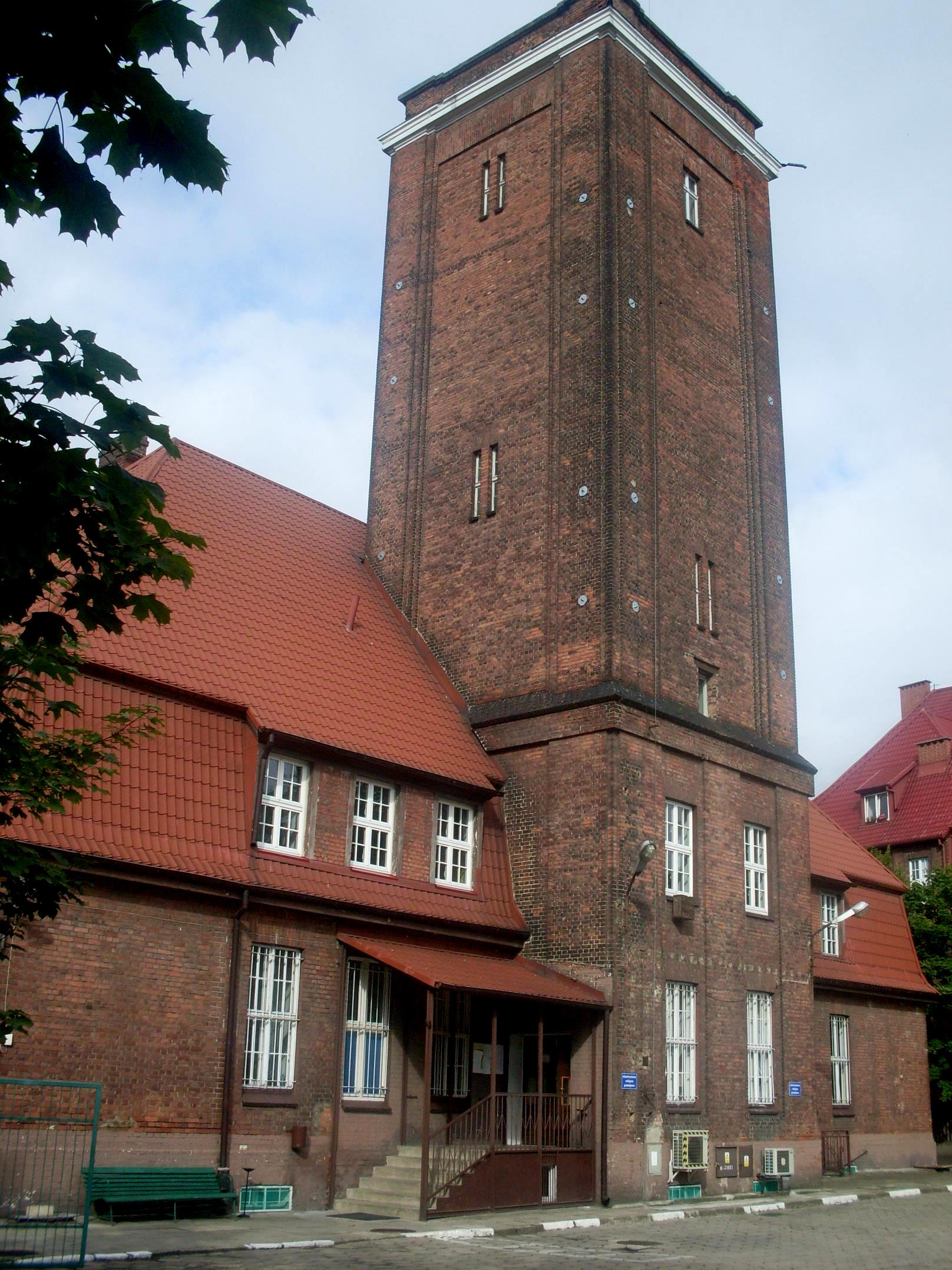
Dawne Obserwatorium Meteorologiczne, al. Legionów 9

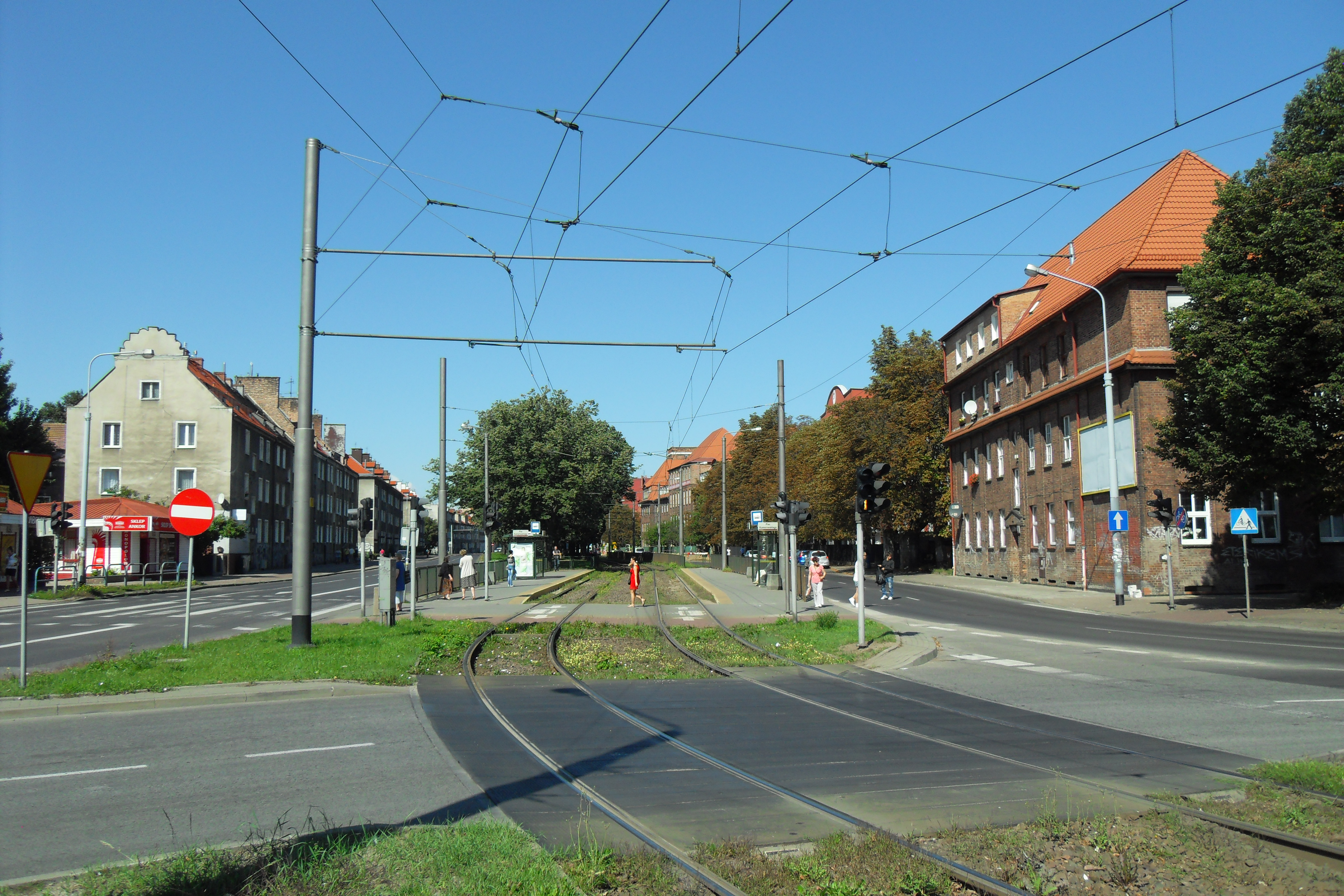
Początek alei

Ulica nosząca nazwę Heeresanger została wytyczona w latach 1923–24, w Wolnym Mieście Gdańsku, jako przedłużenie traktu Neu Schottland (obecnie ulica Stanisława Wyspiańskiego) w kierunku Lotniska we Wrzeszczu, przez tereny zajmowane wcześniej przez pruskie wojska łączności i Wielki Plac Ćwiczeń (Grosse Exercierplatz) gdańskiego garnizonu pruskiego.
Stała się jedną z trzech centralnych ulic Polenhofu – polskiego osiedla w Wolnym Mieście Gdańsku. Przy alei od lat 20. zlokalizowane były instytucje społeczno-kulturalne zarządzane przez przedstawicieli Polonii gdańskiej. 1 września 1939 roku przeprowadzono tam masowe aresztowania, a znaczna część działaczy została zamordowana w obozie koncentracyjnym Stutthof.
W 1930 roku w ciągu alei poprowadzono linię tramwajową. W pobliżu ówczesnego lotniska we Wrzeszczu, na skrzyżowaniu z ul. Kościuszki znajdował się jej przystanek końcowy. Następnie, od lat 50., funkcjonowała w tym miejscu pętla tramwajowa. Linia została przedłużona w latach 70. XX wieku do osiedla Zaspa, zaś pętlę tramwajową zlikwidowano w latach 80. XX w.
W okresie PRL aleja nosiła nazwę Feliksa Dzierżyńskiego.

## Charakterystyczne obiekty
- Pomnik bł. ks. Bronisława Komorowskiego (al. Legionów 1).
- Ogólnokształcąca Szkoła Baletowa (al. Legionów 3).
- Zespół Szkół Gastronomiczno-Hotelarskich w Gdańsku (al. Legionów 7).
- Dawne Obserwatorium Meteorologiczne, obecnie nieużytkowane (al. Legionów 9).
- Szkoła Podstawowa nr 49 przy al. Legionów 11, w której mieścił się w latach 1921–1939 Polski Dom Akademicki „Bratniak”, służący m.in. polskim studentom Technische Hochschule der Freien Stadt Danzig (późniejsza nazwa: Politechnika Gdańska).
- Stadion i hala sportowa przy skrzyżowaniu al. Legionów z ul. Kościuszki.